# Forever 1
Forever 1 es el séptimo álbum de estudio del grupo surcoreano Girls' Generation. Fue lanzado digitalmente el 5 de agosto y físicamente el 8 de agosto de 2022, por SM Entertainment para conmemorar el decimoquinto aniversario del grupo desde su debut en 2007. Forever 1 es el primer lanzamiento musical de Girls' Generation en cinco años, tras su pausa musical después del lanzamiento de su sexto álbum de estudio Holiday Night (2017). El álbum contiene 10 canciones, incluido el sencillo principal del mismo nombre.

## Antecedentes y lanzamiento
El 17 de mayo de 2022, SM Entertainment anunció que Girls' Generation regresaría para su decimoquinto aniversario con un nuevo álbum en agosto, poniendo fin a su pausa musical de cinco años. El 4 de julio, la miembro Sooyoung se burló en el programa de tvN Take Care of Me This Week de que el grupo lanzaría su séptimo álbum de estudio. El 24 de julio, SM Entertainment anunció que el grupo lanzaría su séptimo álbum de estudio, titulado Forever 1, el 8 de agosto. Un día después se dio a conocer el calendario promocional, en el que la versión digital del álbum saldría a la venta el 5 de agosto, tres días antes que el lanzamiento físico, para conmemorar el decimoquinto aniversario. El 27 de julio se anunció que Forever 1 contendría diez canciones, incluido el sencillo principal "Forever 1". El compositor Kenzie, que anteriormente ayudó a escribir los sencillos del grupo "Into The New World" (2007), "Oh!" (2010), y "All Night" (2017), anunció que participaría en la producción del álbum. Dos días después, se publicó el sampler del álbum. Los teasers del vídeo musical de "Forever 1" se publicaron los días 4 y 5 de julio. El álbum se lanzó digitalmente junto con el vídeo musical de "Forever 1" el 5 de agosto.

## Composición
Forever 1 consta de diez canciones. El sencillo principal, "Forever 1", se describió como una canción dance-pop con "melodía enérgica" y "emocionante atmósfera festivalera" con una letra sobre "el amor eterno por las personas preciosas que dan fuerza en cualquier momento y lugar". La segunda pista, "Lucky Like That", es una canción pop caracterizada por "una fuerte interpretación de guitarra y potentes ritmos de batería". El tercer tema, "Seventeen", es una canción de R&B dance con un "sonido de sintetizador, fuertes golpes de batería y una ligera melodía de piano"; las integrantes Tiffany y Sooyoung participan escribiendo la letra de la canción. El cuarto tema "Villain" fue descrito como una canción dance con "bajo pesado y ritmo de batería", con letra escrita por Tiffany y Sooyoung y la primera participando también en la composición. La quinta pista, "You Better Run", es una canción electropop con "sonido agudo y voces fuertes" y letra sobre "un personaje principal que vuelve y hace que el oponente caiga en el miedo después de predecir la venganza antes", etiquetada como una continuación del sencillo de 2010 del grupo "Run Devil Run".
"Closer" fue descrita como una canción pop con "ligero riff de piano y sensual ritmo disco" y "una vibración excitante". "Mood Lamp", el séptimo tema, es una canción de R&B con una "suave melodía de guitarra que crea una atmósfera cálida" y una letra que "compara el deseo de proteger a un ser querido de la oscuridad con una escena en la que una lámpara de ambiente ilumina suavemente la cabecera de la cama". El octavo tema, "Summer Night", se describió como una canción pop de tempo medio caracterizada por "sintetizador saltarín y hermosa melodía". La novena pista, "Freedom", es una canción synth-pop "soñadora" con "rica armonía" y letra "sobre descubrir quién eres realmente y sentirte libre cuando estás con la persona que amas". La última pista, "Paper Plane", fue descrita como una canción pop de tempo medio con "bajo pesado y un alegre sintetizador de flujo" y letra que contiene "cálidos mensajes de apoyo a quienes persiguen sin cesar sus sueños con aviones de papel".

## Rendimiento comercial
Forever 1 debutó en el número dos de la Circle Album Chart de Corea del Sur en la edición del 7 al 13 de agosto de 2022; en la lista mensual, el álbum debutó en el número cinco en la edición de la lista fechada en agosto de 2022. En Japón, el álbum debutó en el número 18 de la lista Billboard Japan Hot Albums en la lista del 10 de agosto de 2022. En la lista de Oricon, el álbum debutó en el número 14 de la Albums Chart en la edición de la lista del 29 de agosto de 2022; en la lista mensual, el álbum debutó en el número 48 en la edición de la lista fechada en agosto de 2022. El álbum también debutó en el número cuatro de la Digital Albums Chart en la edición de la lista del 15 de agosto de 2022, y número 48 en la Combined Albums Chart en la edición de la lista del 22 de agosto de 2022. Ascendió al número nueve de la lista Oricon Albums Chart, y número ocho en la Combined Albums Chart en la edición de la lista del 12 de septiembre de 2022.
En Estados Unidos, Forever 1 debutó en el número 16 del Billboard Heatseekers Album, y el número 88 en el Billboard Top Current Album Sales en la edición de la lista del 20 de agosto de 2022. En Reino Unido, el álbum debutó en el puesto 28 de la OCC's UK Digital Albums en la edición de la lista fechada entre el 12 y el 18 de agosto de 2022. En Australia, el álbum debutó en el número diez de la ARIA Top 50 Digital Albums Chart, y en el número uno de la lista ARIA Top 20 Hitseekers Albums Chart en la edición de la lista del 15 de agosto de 2022.

## Crítica
Forever 1 recibió críticas generalmente positivas por parte de la crítica. En una reseña de cuatro estrellas, Tanu I. Raj, de NME, describió Forever 1 como "una revisión de sus sonidos y canciones clásicas refundidas en una imagen más moderna y madura, creando un encantador popurrí del pasado y el presente". Joshua Minsoo Kim de Pitchfork elogió el álbum por ser un "disco conciso" y lo situó entre los mejores de Girls' Generation debido a la "falta de identidad musical del grupo en comparación con sus juniors, lo que las hace tan versátiles como siempre".

## Reconocimientos
| Crítico/Publicación | Lista                               | Rank     | Ref.   |
| ------------------- | ----------------------------------- | -------- | ------ |
| Idology             | Closing 2022: 20 Albums of the Year | Incluido | [ 29 ] |
| Nylon               | The Top K-Pop Albums Of 2022        | Incluido | [ 30 ] |

## Promoción
Antes del lanzamiento de Forever 1, el 5 de agosto de 2022, el grupo celebró un evento en directo llamado "Girls' Generation 'Forever 1' Countdown Live" en YouTube y TikTok para presentar el álbum y conmemorar su decimoquinto aniversario con sus fans.

## Lista de canciones
| Lista de canciones de Forever 1 |                              |                               |          |  |
| N.º                             | Título                       | Arreglos                      | Duración |  |
| 1.                              | «Forever 1»                  | Kenzie                        | 3:22     |  |
| 2.                              | «Lucky Like That»            | Sebastian Thott               | 2:51     |  |
| 3.                              | «Seventeen»                  | Daniel "Obi" Klein            | 3:08     |  |
| 4.                              | «Villain»                    | Josh Cumbee                   | 3:02     |  |
| 5.                              | «You Better Run»             | Kyle MacKenzie                | 2:45     |  |
| 6.                              | «Closer»                     | PhD                           | 3:58     |  |
| 7.                              | «Mood Lamp»                  | Jamie Jones                   | 3:48     |  |
| 8.                              | «Summer Night» (완벽한 장면) | Royal Dive                    | 3:13     |  |
| 9.                              | «Freedom»                    | St. Louis                     | 3:02     |  |
| 10.                             | «Paper Plane» (종이비행기)   | Fredrik "Figge" Hakan Boström | 3:30     |  |
| 32:39                           |                              |                               |          |  |

## Créditos y personal
Créditos adaptados de las notas del álbum.
Estudio
- SM Lvyin Studio - grabación (track 1, 9), mixing (pista 6), edición digital (pista 1, 9)
- SM Yellow Tail Studio - grabación (track 2-3, 6-7, 10), edición digital (track 7, 10)
- SM Ssam Studio - grabación (track 4-5, 7-8, 10), edición digital (track 4-5, 8), ingeniería para mezcla (track 4)
- SM Big Shot Studio - grabación (track 5, 7, 10), mezcla (track 7, 9)
- MonoTree Studio - grabación (track 6-10)
- SM Blue Ocean Studio - mezcla (track 1, 5)
- Estudio SM Blue Cup - mezcla (track 2, 4)
- Estudio SM Concert Hall - mezcla (track 3, 8)
- SM Starlight Studio - mezcla (track 10), edición digital (track 2-3)
- 821 Sound Mastering - masterización (todas las pistas)
- Sound Pool Studios - edición digital (track 2-3)
- Doobdoob Studio - edición digital (track 4-6)

Personal
- SM Entertainment - productor ejecutivo
- Lee Soo-man - productor
- Kenzie - productor (all tracks), director (all tracks), letra (track 1), composition (track 1), arreglo (track 1), dirección vocal (track 4-5)
- Lee Sung-soo - director de producción, supervisor ejecutivo.
- Tak Young-joon - supervisor ejecutivo
- Yoo Young-jin - música y supervisor de sonido
- Girls' Generation - voces (all tracks), coros (track 1, 8)
  - Taeyeon - voz de fondo (track 4, 10)
  - Sooyoung - voz de fondo (track 4), letra (track 3-4)
  - Tiffany - voz de fondo (track 4), letra (track 3-4), composición (track 4), dirección vocal (track 4)
  - Seohyun - voz de fondo (track 4-5)
  - Yuri - voz de fondo (track 10)
- Ylva Dimberg - voz de fondo, composición (track 1)
- Lee Yu-ra - voz de fondo (track 2-3)
- Josh Cumbee - coros, composición, arreglos (track 4)
- Grace Tither - voz de fondo, composición (track 5)
- Kyle MacKenzie - coros, composición, arreglos (track 5)
- Keir MacCulloch - coros, composición, arreglos (track 5)
- Kwon Ye-jin - voz de fondo (track 6-7)
- Choi Hae-jin - coros (track 9)
- Gabriella Bishop - voz de fondo, composición (track 9)
- St. Louis - coros, arreglos (track 9)
- Jeon Ae-jin - coros (track 10)
- Moa "Cazzi Opeia" Carlebecker - voz de fondo, composición (track 10)
- Hwang Yu-bin (Verygoods) - letra (track 2)
- Lee On-eul - letra (track 3)
- Moon Hye-min - letra (track 5-6)
- Jo Yoon-kyung - letra (track 7)
- Yun (153/Joombas) - letra (track 8)
- Jeong Ha-ri (153/Joombas) - letra (track 9)
- Charlie (153/Joombas) - letra (track 10)
- sv - composición, arreglos (track 2)
- Linnea Deb - composición (track 2)
- David Strääf - composición (track 2)
- Daniel "Obi" Klein - composición, arreglo (track 3)
- Charli Taft - composición (track 3)
- Andreas Öberg - composición (track 3)
- Emily Kim - composición (track 3, 10)
- Katya Edwards - composición (track 5)
- Peter Wallevik - composición (track 6)
- Daniel Davidsen - composición (track 6)
- Katy Tiz|Katy Tizzard]] - composición (track 6)
- Joe Killington - composición (track 6)
- Jamie Jones - composición, arreglos (track 7)
- Jack Kugell - composición, arreglos (track 7)
- Lamont Neuble - composición, arreglos (track 7)
- Tim Stewart - composición, arreglo (track 7)
- Treasure Davis - composición (track 7)
- Royal Dive - composición, arreglo (track 8)

Sofia Kay - composición (track 8) * Camden Cox - composición (track 8)
- Camden Cox - composición (track 9)
- Cameron Warren - composición (track 9)
- Fredrik "Figge" Hakan Boström - composición, arreglo (track 10)
- Moonshine - arreglo (track 1, 4)
- Imlay - arreglo (track 3)
- PhD - arreglo (track 6)
- Lee Ji-hong - grabación, edición digital (track 1)
- Noh Min-ji - grabación (track 2-3, 6-7, 9-10), edición digital (track 7, 9-10)
- Kang Eun-ji - grabación (track 4-5, 7-8, 10), edición digital (track 4-5, 8), ingeniería para mezcla (track 4)
- Lee Min-kyu - grabación (track 5, 7, 10), mezcla (track 7, 9)
- Lee Joo-hyung - grabación, dirección vocal, Pro Tools (track 6-7, 10)
- Choo Dae-gwan - grabación (track 8), dirección vocal (track 4, 8), Pro Tools (track 5)
- G-high - grabación (track 9), dirección vocal (track 2-3, 9), Pro Tools (track 2-3, 9)
- Kim Chul-soon - mezcla (track 1, 5)
- Jeong Ui-seok - mezcla (track 2, 4)
- Nam Gung-jin - mezclando (track 3, 8)
- Lee Ji-heung - mezcla (track 6)
- Jeong Yu-ra - mezcla (track 10), edición digital (track 2-3)
- Kwon Nam-woo - masterización (all tracks)
- Kriz - dirección vocal (track 4)
- Kim Yeo-seo - dirección vocal (track 8)
- Jeong Ho-jin - edición digital (track 2-3)
- Kwon Yoo-jin - edición digital (track 4-6)
- Kang Sun-young - edición digital (track 7, 9-10)

## Charts

### Weekly charts
| Chart (2022)                                          | Peak position |
| ----------------------------------------------------- | ------------- |
| Australia Australian Digital Albums (ARIA)            | 10            |
| Australia Australian Hitseekers Albums (ARIA)         | 1             |
| Japón (Oricon)                                        | 9             |
| Japón Japanese Combined Albums (Oricon)               | 8             |
| Japón Japanese Hot Albums (Billboard Japan)           | 18            |
| Corea del Sur (Circle)                                | 2             |
| Reino Unido UK Digital Albums (OCC)                   | 28            |
| Estados Unidos US Heatseekers Albums (Billboard)      | 16            |
| Estados Unidos US Top Current Album Sales (Billboard) | 88            |

### Monthly charts
| Chart (2022)           | Peak position |
| ---------------------- | ------------- |
| Japón (Oricon)         | 30            |
| Corea del Sur (Circle) | 5             |

### Year-end chart
| Chart (2022)           | Peak position |
| ---------------------- | ------------- |
| Corea del Sur (Circle) | 46            |

## Certificaciones y ventas
| País          | Certificación | Ventas  |
| ------------- | ------------- | ------- |
| Japón         |               | 13,401  |
| Corea del Sur | Platino       | 294,948 |